# Ахмад Нагиб аль-Хиляли-паша
Ахмад Нагиб аль-Хиляли-паша (араб. أحمد نجيب الهلالي‎; 1 октября 1891, Британо-османсккий Египет — декабрь 1958, Асьют, Египет) — египетский государственный деятель, премьер-министр Египта (1952).

## Биография
В 1912 году получил юридическое образование в Khedival Law School. Работал адвокатом, в 1923 году становится профессором юридического факультета, а затем королевский советник, а затем генеральным секретарем Министерства образования и советником министерства внутренних дел.
В 1934—1936, 1937—1938 и 1942—1944 годах — министр образования Египта. На этом посту поддерживал введение бесплатного начального образования. В январе 1950 года объявил об уходе из политики. В 1951 году после того как пошел на контакт с британцами был исключен из партии Вафд.
В марте 1952 года был назначен на пост премьер-министра, пытался подавить революционное движение, объявил военное положение и ввел цензуру СМИ. Его второй срок во главе кабинета министров продлился лишь один день и завершился победой Июльской революции. После её победы был арестован, некоторое время провел в тюрьме и после освобождения ему было запрещено заниматься политикой.